# Wikipedia en coreano
La Wikipedia en coreano (en coreano: 한국어 위키백과, translit. Han-gugeo Wikibaekgwa) es la edición en coreano de Wikipedia. Fue fundada el 11 de octubre de 2002. Actualmente tiene 700 473 artículos.

## Hitos
- 11 de octubre de 2002: Empieza Wikipedia en coreano.
- 12 de octubre de 2002: Primer artículo con 지미 카터.
- 5 de junio de 2005: 10 000 artículos con 양자장론.
- 14 de diciembre de 2006: 30 000 artículos con 카메이 에리.
- 4 de enero de 2008: 50 000 artículos con 바브리.
- 4 de junio de 2009: 100 000 artículos con 액세스권.
- 15 de diciembre de 2010: 150 000 artículos con 김지언 (1979년).
- 19 de mayo de 2012: 200 000 artículos con 바비 탬블링.
- 3 de octubre de 2013: 250 000 artículos con 회피.
- 5 de enero de 2015: 300 000 artículos con Rojo -Tierra-.
- 3 de junio de 2016: 350 000 artículos con 1809년 4월 14일 일식.
- 22 de octubre de 2017: 400 000 artículos con ko:충청남도 동물위생시험소.
- 15 de junio de 2020: 500 000 artículos con ko:규장전운.
- 16 de agosto de 2022: 600 000 artículos con ko:광기의 밍크스

## Galería

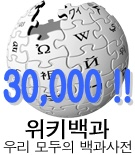
Logotipo de la Wikipedia en coreano cuando alcanzó los 30.000 artículos.
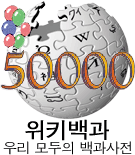
Logotipo de la Wikipedia en coreano cuando alcanzó los 50.000 artículos.
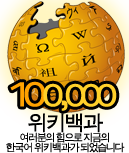
Logotipo de la Wikipedia en coreano cuando alcanzó los 100.000 artículos.
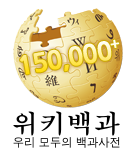
Logotipo de la Wikipedia en coreano cuando alcanzó los 150.000 artículos.
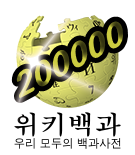
Logotipo de la Wikipedia en coreano cuando alcanzó los 200.000 artículos.
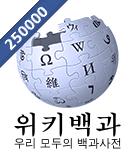
Logotipo de la Wikipedia en coreano cuando alcanzó los 250.000 artículos.
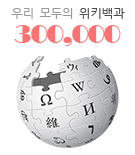
Logotipo de la Wikipedia en coreano cuando alcanzó los 300.000 artículos.
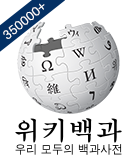
Logotipo de la Wikipedia en coreano cuando alcanzó los 350.000 artículos.
Logotipo de la Wikipedia en coreano cuando alcanzó los 400.000 artículos.
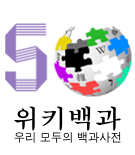
Logotipo de la Wikipedia en coreano cuando alcanzó los 500.000 artículos.
Logotipo de la Wikipedia en coreano cuando alcanzó los 600.000 artículos.